# Stentjärnen (Vilhelmina socken, Lappland)
Stentjärnen är en sjö i Vilhelmina kommun i Lappland och ingår i Umeälvens huvudavrinningsområde.